# T.J. Logan
T.J. Logan (Greensboro, 3 settembre 1994) è un giocatore di football americano statunitense che milita nel ruolo di running back per i Tampa Bay Buccaneers della National Football League (NFL).

## Carriera

### Arizona Cardinals
Logan fu scelto dagli Arizona Cardinals nel corso del quinto giro, 179º assoluto, del Draft NFL 2017. Nella pre-stagione si slogò il polso e rimase fuori per 12 settimane. Fu inserito in lista infortunati il 4 settembre 2017.
Il 1º settembre 2019, Logan fu svincolato dai Cardinals.

### Tampa Bay Buccaneers
Il 2 settembre 2019, Logan firmò con i Tampa Bay Buccaneers. Disputò 12 partite con la squadra come ritornatore principale prima di infortunarsi e finire in lista infortunati il 10 dicembre 2019, con un pollice fratturato.
Logan fu inserito in lista infortunati il 23 agosto 2020 a causa di un problema alla gamba subito nel training camp. Fu inserito nella lista riserve/COVID-19 il 20 novembre 2020, e di nuovo in lista infortunati il 30 novembre. I Buccaneers andarono poi a vincere il Super Bowl LV contro i Kansas City Chiefs.

## Palmarès
- Super Bowl : 1

Tampa Bay Buccaneers: LV
- National Football Conference Championship: 1

Tampa Bay Buccaneers: 2020